# アフリカホウセンカ

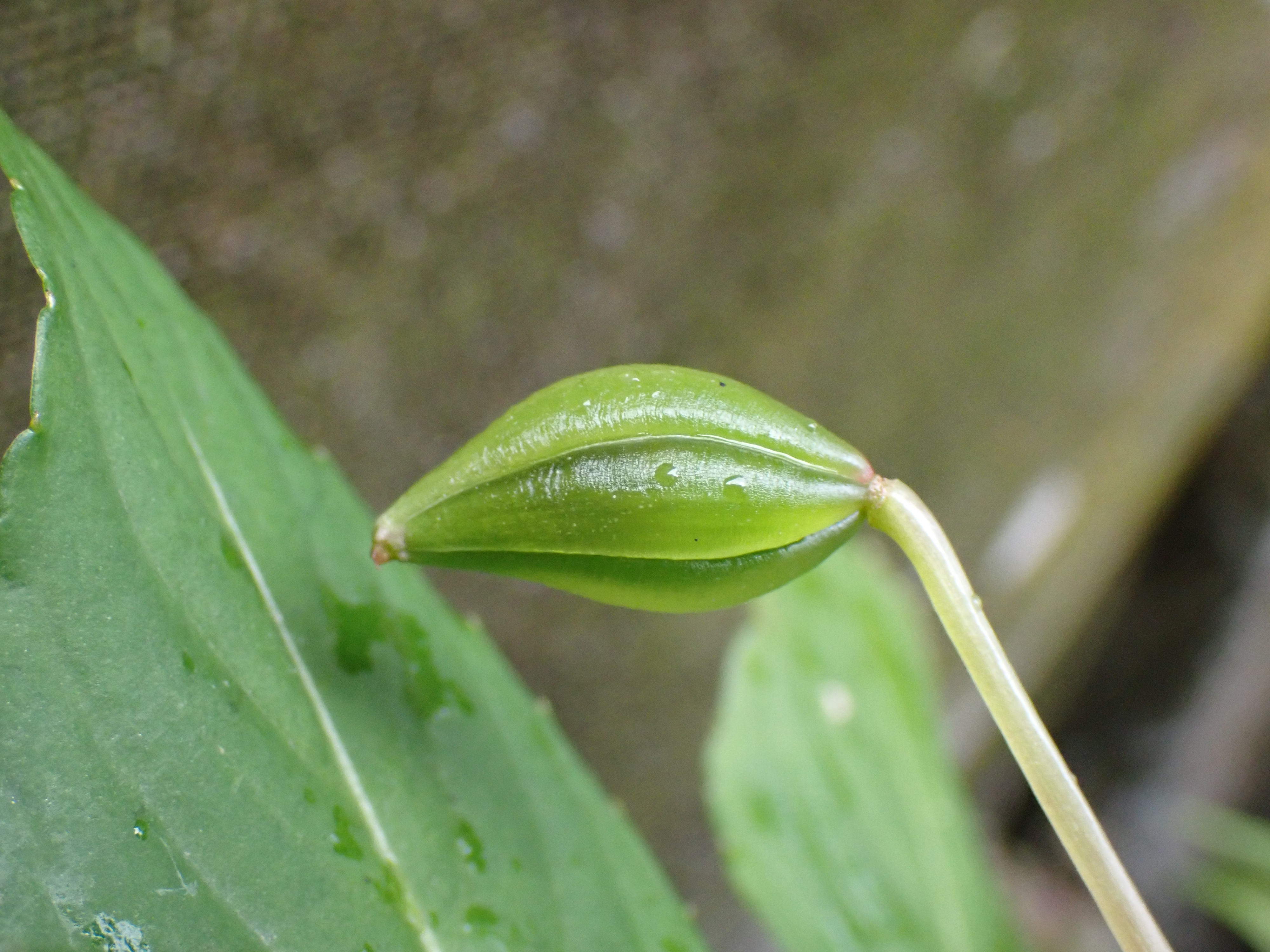
裂開寸前の蒴果（2025年1月 沖縄県石垣市 バンナ公園）

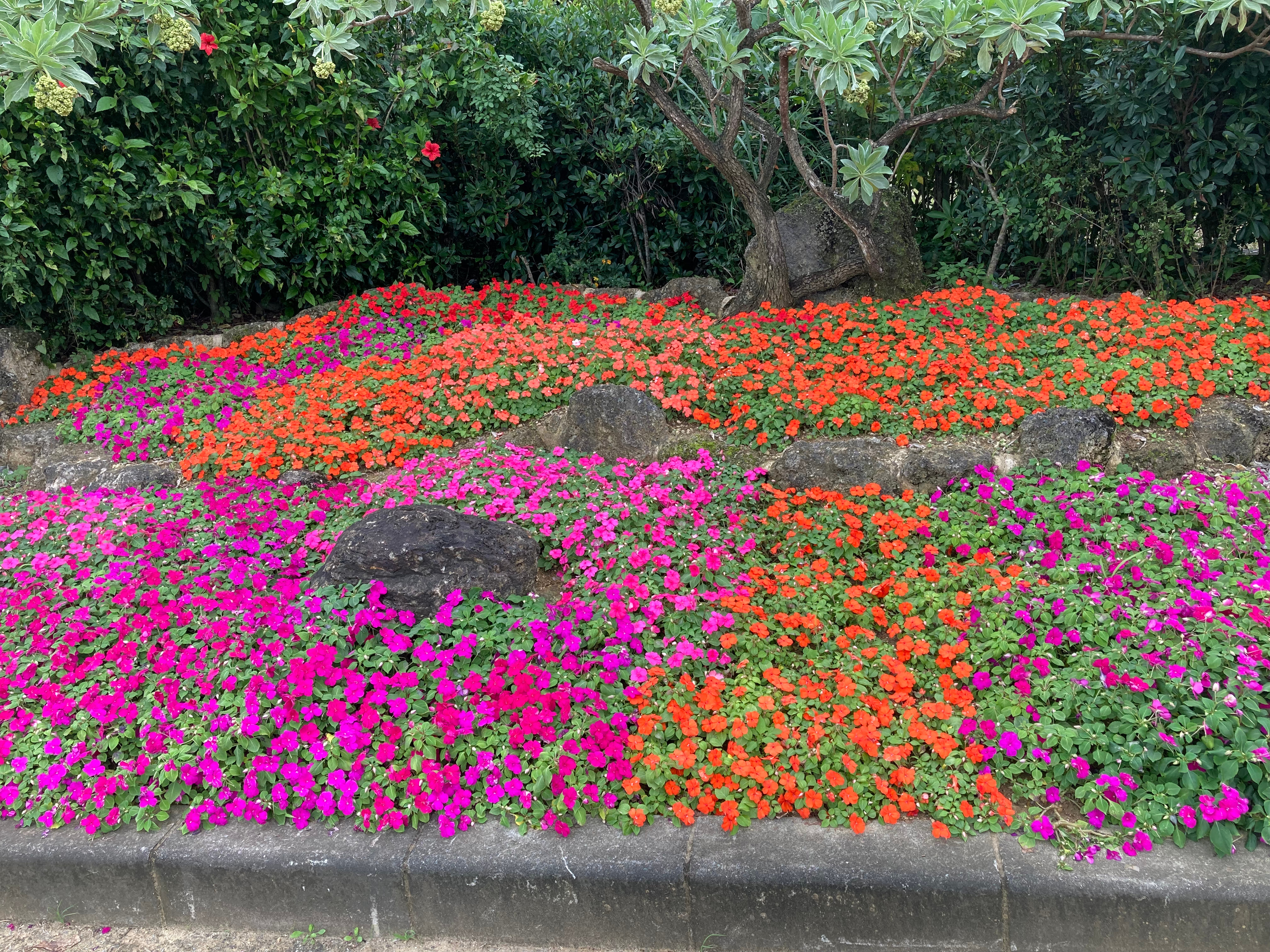
アフリカホウセンカの植栽（2024年12月 沖縄県石垣市）

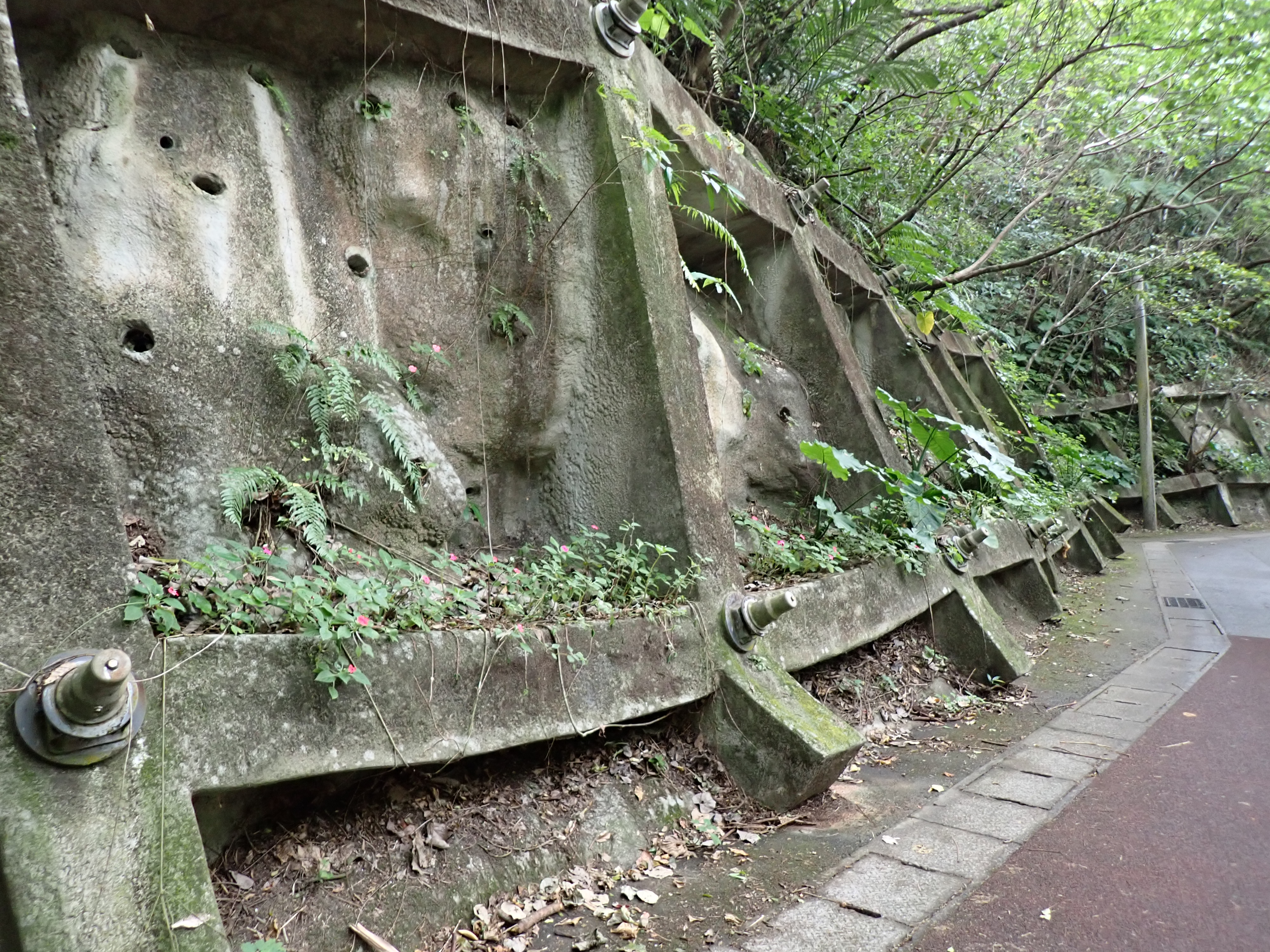
斜面の擁壁に逸出するアフリカホウセンカ（2025年1月 沖縄県名護市 名護城公園）

アフリカホウセンカ（学名：Impatiens walleriana）とはツリフネソウ科の草本。花を観賞する園芸植物である。園芸方面ではインパチェンス（インパチエンス）とも。
本来インパチェンス（Impatiens）とは、ツリフネソウ属のラテン名であるが、日本でインパチェンスというとアフリカホウセンカの意味で使うことが普通である。

## 概要
アフリカのタンザニアからモザンビークにかけての海抜1800 m以上の高原地帯に分布。POWOではケニア～モザンビーク原産としている。19世紀にはヨーロッパに紹介され、観賞の対象とされた。一代交配種は1964年にオランダで作り出され、「インプシリーズ」の名で販売されたのが最初。この時はアメリカ合衆国では最も人気のある花壇材料となった。

## 特徴
高さ15–50 cm。矮性の改良品種は20 cm以下で多数の花を咲かせる。茎は多肉質。葉は長さ4–8 cm、広卵形、鋸歯縁、互生する。花は径4–5 cmほどで、白、紫、朱色など様々。八重咲きの改良品種もあり、こちらの花径はやや小さく3–4 cmほど。果実は長さ2–2.5 cm、幅1 cmほどの紡錘形、肉質の蒴果で、ホウセンカの果実と同様、熟するとわずかな刺激で果皮が裂開し、周囲に種子を散布する。

## 用途
開花期間が長く、初夏から秋にかけての夏の花壇材料として利用される。また日陰でも花を咲かせるので、日陰のガーデニングでは重宝される。一年草であるが、こぼれ種でも増えるほどの増殖力がある。沖縄県内では1980年頃から野生化が確認されており、本州でも野生化することがある。
観賞用のほか食用品種（食用インパチェンス）もある。

## 育て方
ホウセンカはこぼれ種で増えるほど丈夫な草花であるが、インパチェンスは、原産地が高冷地であるために高温多湿に弱く、近年日本の気候にあう丈夫な品種が出てきたものの、東京より暖かい（暑い）地方では育てにくい。
営利栽培では1月下旬から2月に加温室で播種して育て、4月から出荷しているが、発芽温度が20–25℃と高いため、加温設備のない家庭では、東京付近でも5月中旬から下旬にかけて播種するのが無難である。浅鉢に川砂などを入れてタネをまき、タネが見え隠れするくらいに覆土して受け皿などで吸水させる。本葉が出たら一度仮植えし、鉢やプランターに定植して、半日陰の風通しのよいところで楽しむのがよい。
繁殖は種まきのほか、挿し芽も容易。高温と乾燥にやや弱いため、夏は半日陰、春と秋は日なたで育てる。沖縄では谷沿いや木陰に野生化個体が多く見られる。

## ギャラリー

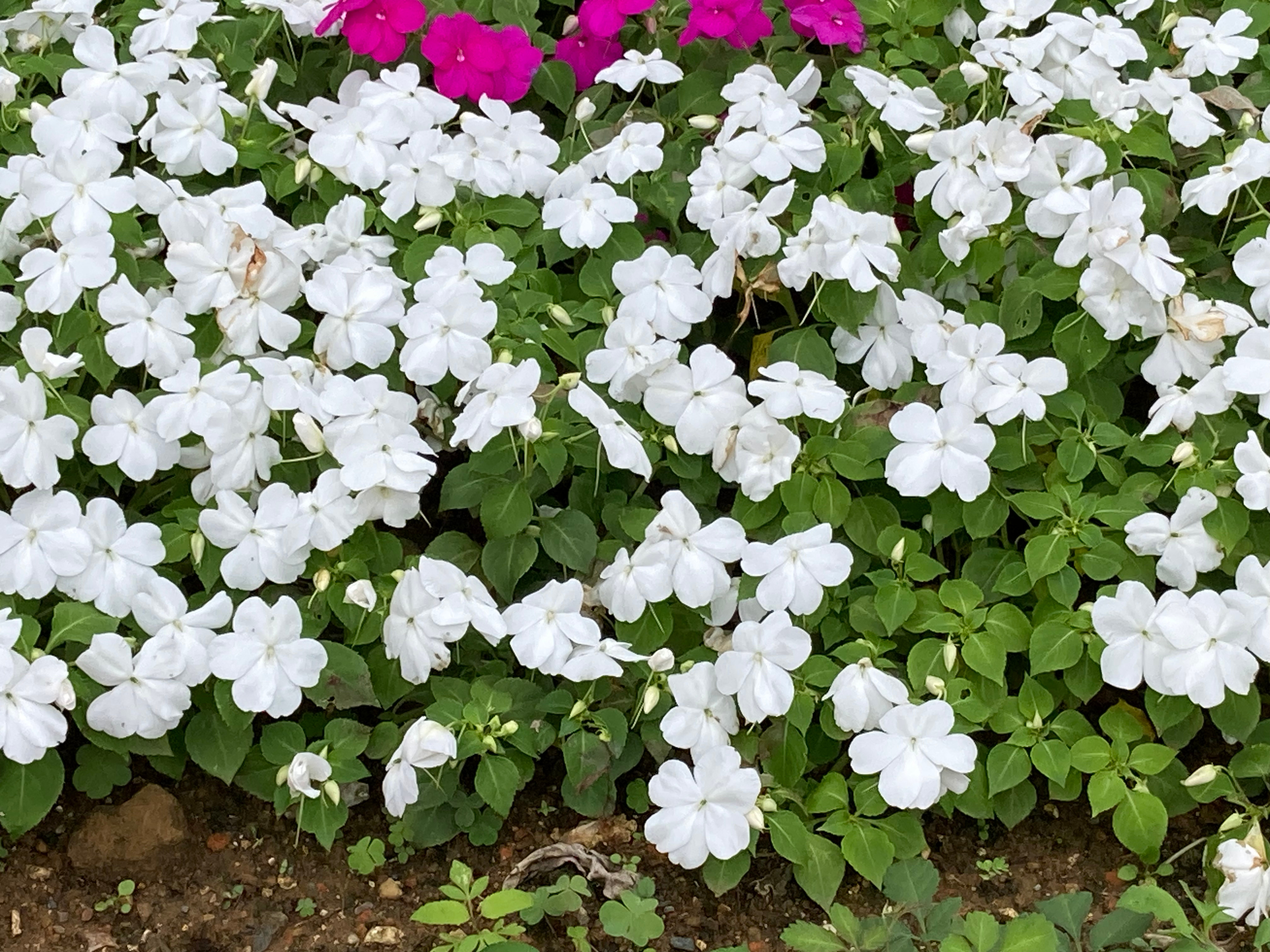
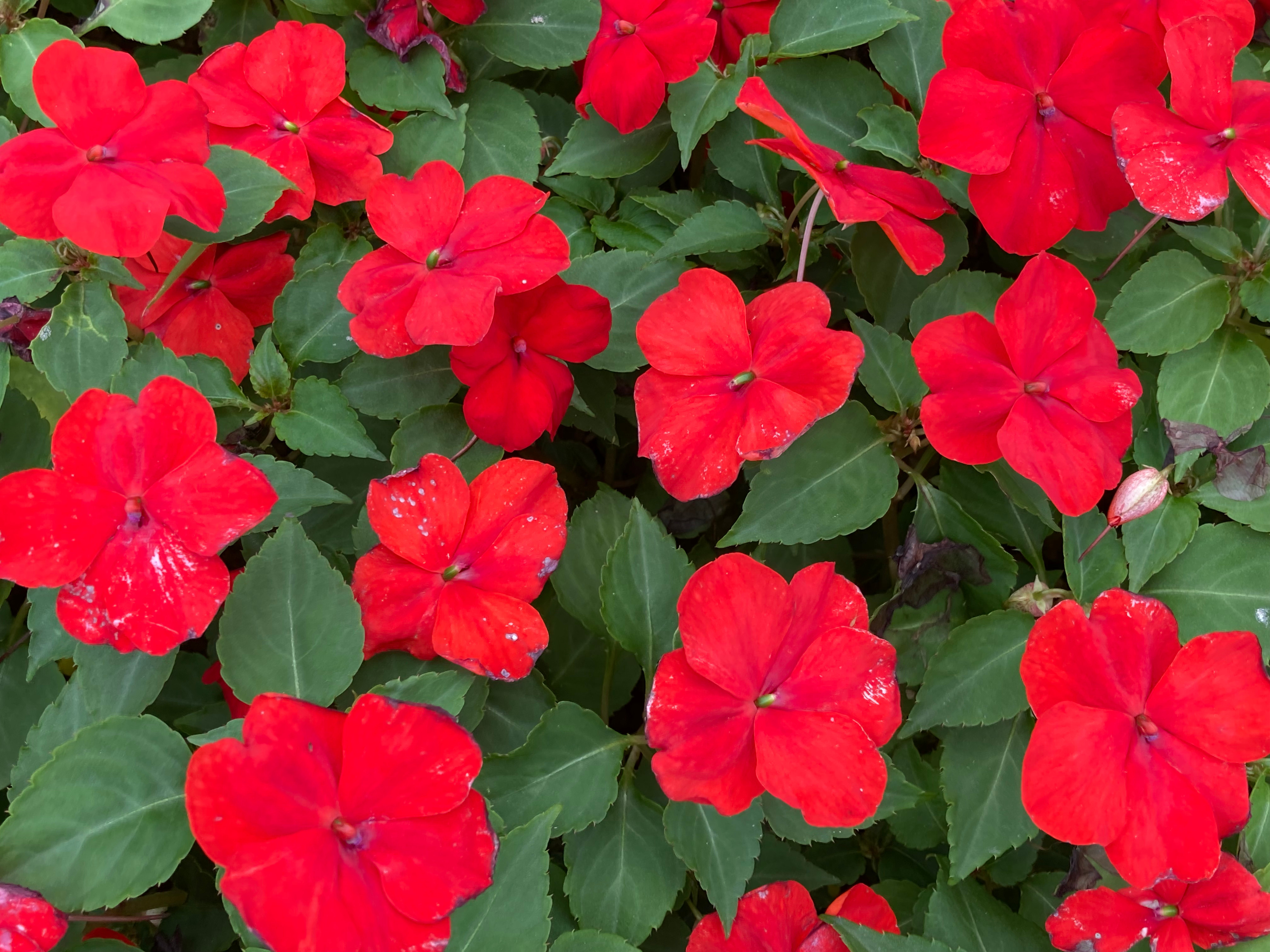
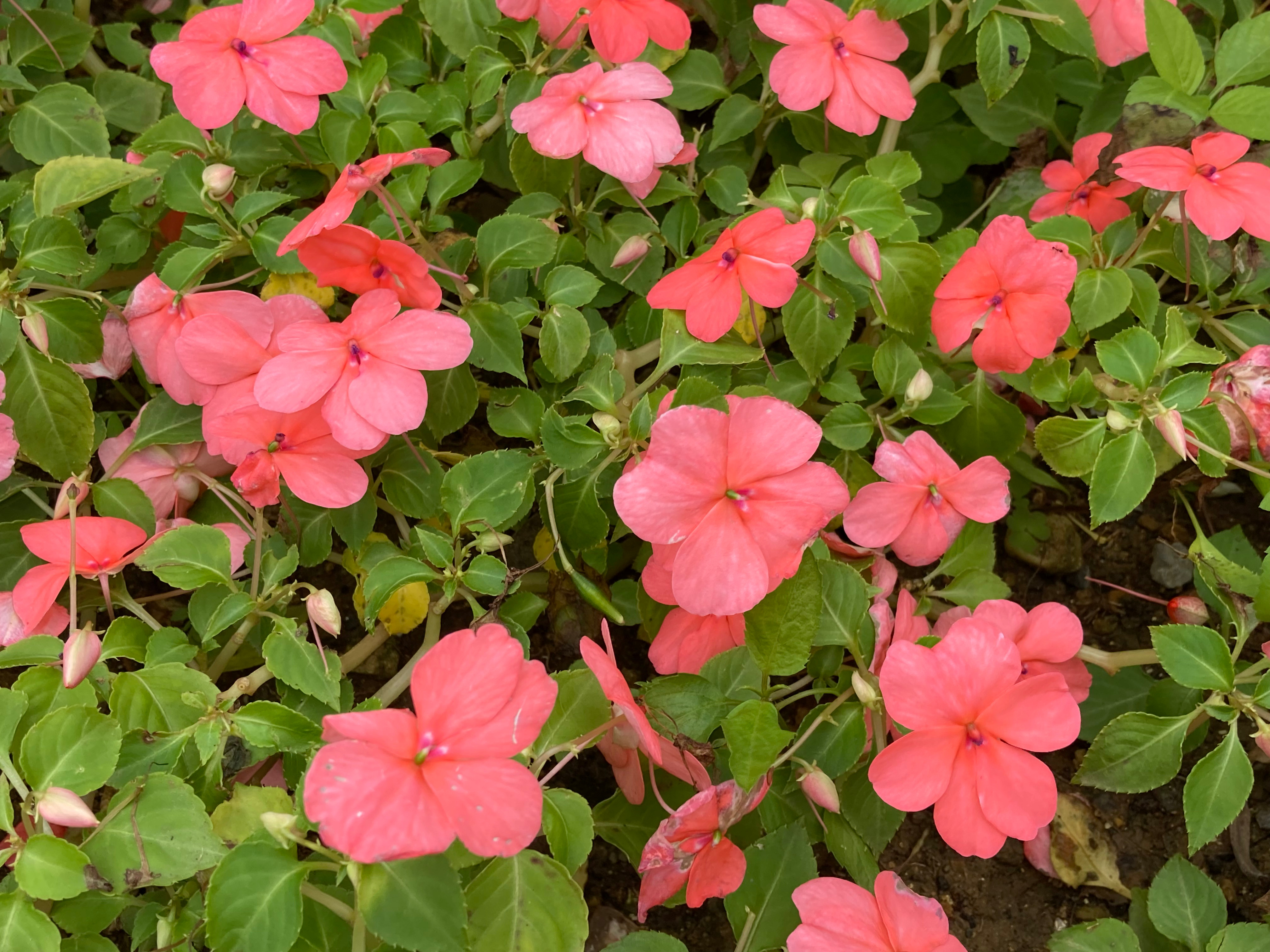
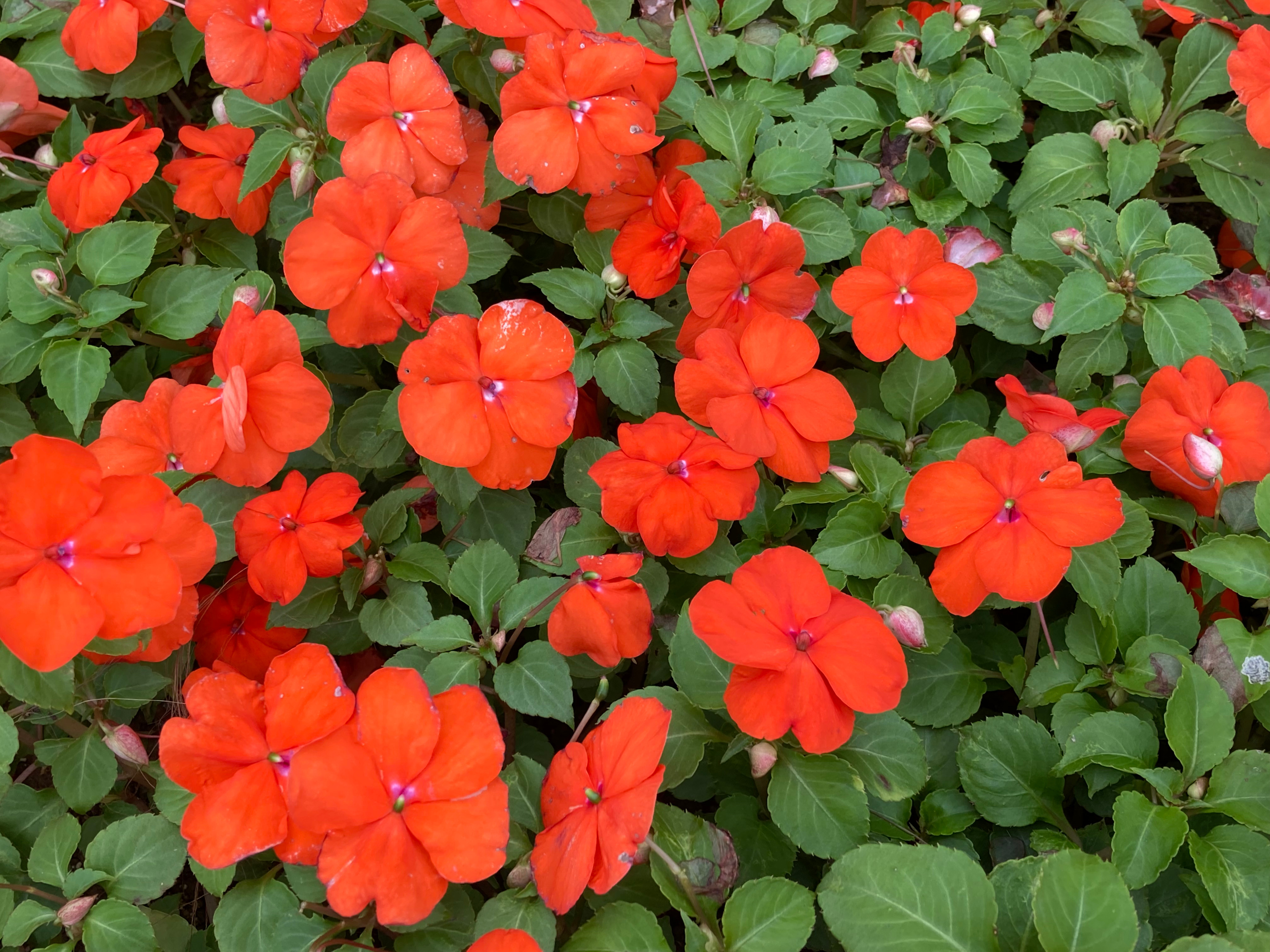
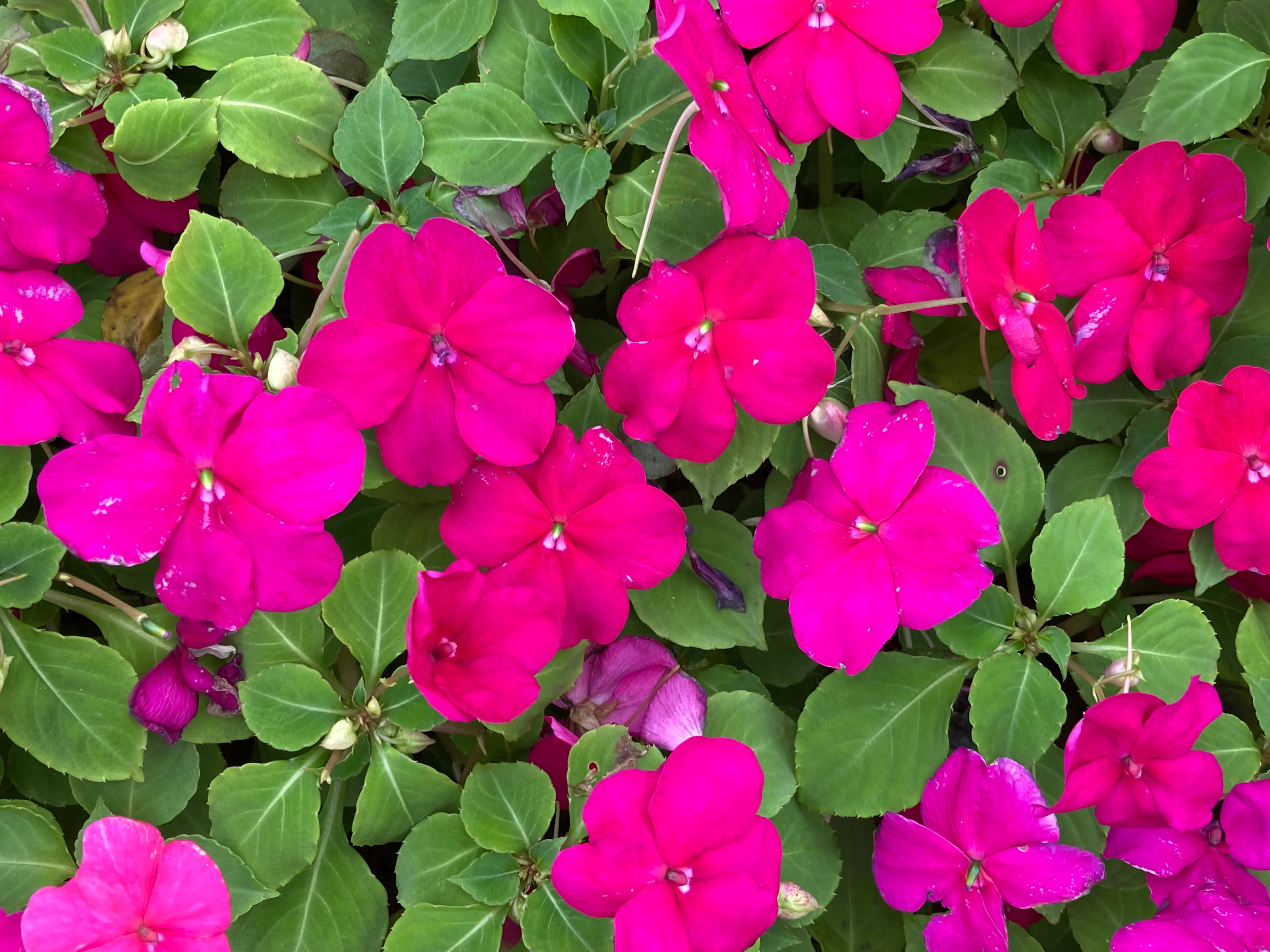
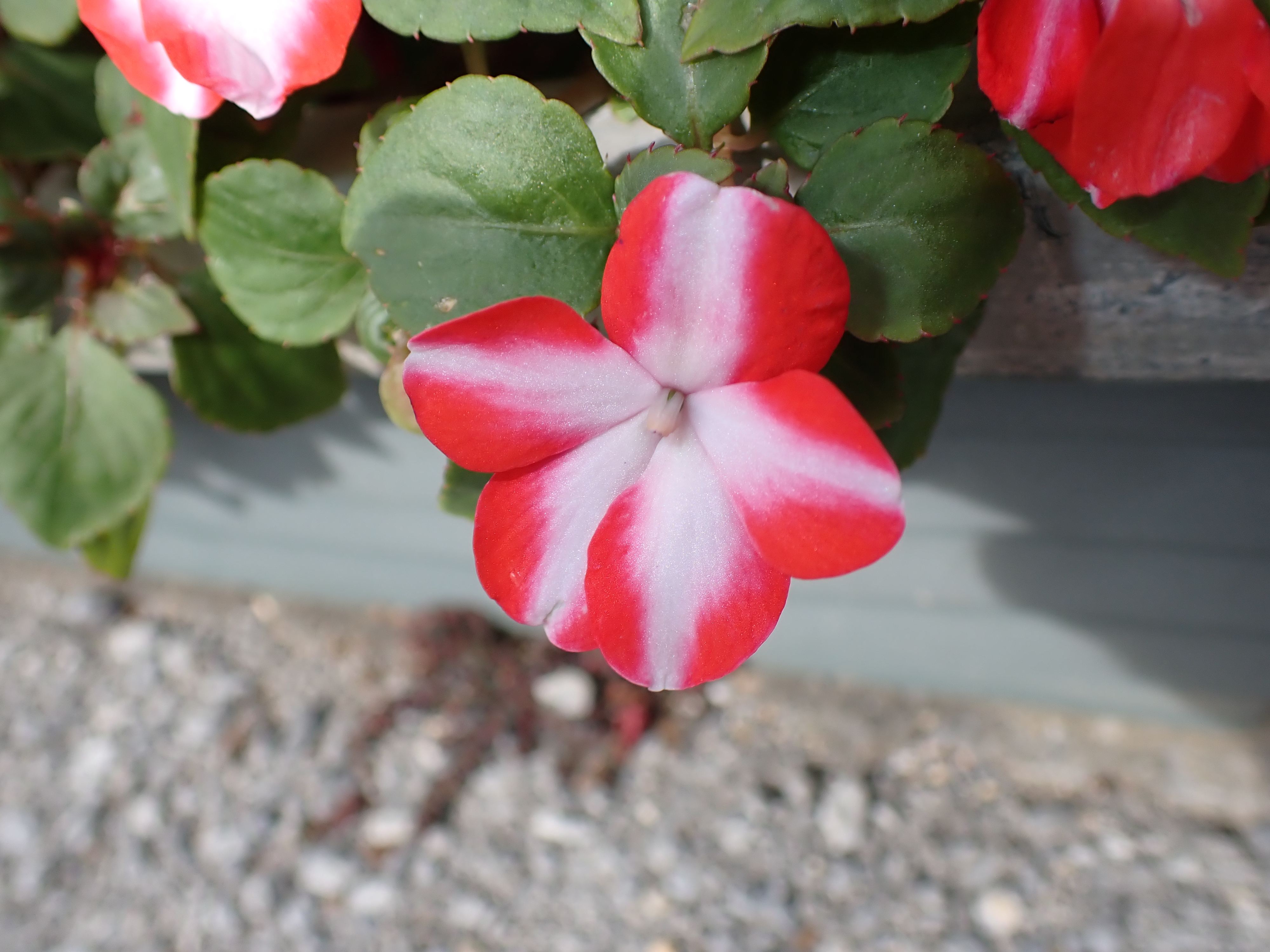